# FC Hyères

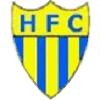
Wappen des Hyères FC

Der Hyères Football Club oder kurz HFC ist ein französischer Fußballverein aus Hyères, einer Stadt im Département Var, an der Côte d’Azur gelegen.
Gegründet wurde der HFC 1912. Die Vereinsfarben sind Gelb und Blau; die Ligamannschaft spielt im Stade Perruc, das heutzutage noch Platz für ca. 2000 Zuschauer bietet. Präsident ist Gérard Daziano, Trainer ist Patrick Bruzzichessi. (Stand: August 2009)

## Ligazugehörigkeit
Der Hyères FC gehört zu den legendären 20 Gründerklubs der französischen Profiliga, spielte nur in der Saison 1932/33 erstklassig (Division 1, seit 2002 in Ligue 1 umbenannt); am Ende dieser ersten Spielzeit stieg er als Tabellenneunter der Gruppe A ab. Ein Jahr später (1934) gab der Verein aufgrund mangelnder Unterstützung in der Stadt seinen Profistatus auf, war zwischen 1980 und 1988 immerhin noch Drittligist, danach im Amateurlager zu finden. Erst zur Saison 2009/10 ist Hyères wieder in die Drittklassigkeit aufgestiegen, die er aber schon ein Jahr darauf erneut verlassen musste. 2013/14 spielt er im viertklassigen CFA.

## Erfolge
- Französischer Meister: Fehlanzeige, bisher beste Platzierung war Tabellenrang 9 in Gruppe A (1932/33)
- Französischer Pokalsieger: bisher Fehlanzeige, aber Halbfinalist der Zone Libre 1941
- Französischer Amateurmeister: 1950

## Bekannte Spieler in Vergangenheit und Gegenwart
- Judicaël Ixoée (Nationalspieler von Neukaledonien, seit 2011)
- Walter Presch (Österreicher, 1932/33)
- Elek Schwartz (Rumäne, 1932–1934)
- Rudolf Wetzer (Rumäne, 1932/33)